# Leonor Benedetto
Luisa Leonor Benedetto  (Paraná, Entre Ríos; 30 de octubre de 1941) es una actriz argentina de televisión y teatro, que incursionó también en la conducción de televisión y en la dirección cinematográfica.

## Carrera
Acabó la secundaria antes de lo normal e inició las carreras de filosofía y de medicina, que abandonó al año y medio, ocultando a su padre que había abandonado la universidad,  cambiándolas por su gran pasión, que era la actuación y comenzando a estudiar en el conservatorio. Mientras tuvo su primera hija.
Su papel más recordado es el de Rosa en la telenovela Rosa... de lejos (1980),. Esta novela fue coprotagonizada junto a Juan Carlos Dual y Pablo Alarcón y fue emitida en muchos países de América e Italia.
En 1981 grabó un disco de larga duración llamado «Leonor Benedetto» con diez canciones. Ese mismo año protagoniza en ATC la telenovela Dios se lo pague.
En el año 1982 protagonizó junto al actor mexicano Hector Suarez la comedia de Aldo Nicola “La Libélula” en el teatro de los Insurgentes de la Ciudad de México. Trabajo junto a ellos el actor Carlos Bracho
Durante 1983 viaja a México donde protagoniza la telenovela Profesión: Señora junto a Julio Alemán. 
En 1985 adoptó un chico de dos años al que le puso su propio apellido. Ese mismo año vuelve a protagonizar una telenovela de la escritora de Rosa... de lejos, Celia Alcántara, junto a Daniel Fanego y Gerardo Romano: Bárbara Narváez.
En  1986 viajó junto a sus hijos a España y se instala en la ciudad de El Escorial, para estudiar dirección de cine con Pilar Miró, en esa época mantiene una relación con el actor español José Sacristán. En 1992, participa en la película Un lugar en el mundo, junto a José Sacristán y Cecilia Roth, interpretando a una monja.
En 1995 regresó a Buenos Aires y retoma su carrera cinematográfica rodando la película «Lola Mora».
Otro papel muy recordado es el de Amanda Jauregui en la tira Padre Coraje (2004), protagonizada por Facundo Arana y Nancy Dupláa.
Condujo programas televisivos culturales como «Querida Leonor» y «Juego de opuestos» en Canal a. Rodó documentales como Cuento para una niña, sobre mujeres argentinas dedicadas a la política y que fue presentado en el Festival de Cine de Mujeres de Beijing, China. Su primer largometraje como directora cinematográfica fue El buen destino.
Durante 2011 y comienzo de 2012 actuó en la exitosa telenovela Herederos de una venganza junto a Luciano Castro, Romina Gaetani, Marcela Kloosterboer, Federico Amador, Rodolfo Ranni, Antonio Grimau, Daniel Kuzniecka, Felipe Colombo, Marco Antonio Caponi y Betiana Blum, haciendo el papel de la millonaria Regina Piave.
En 2016, fue parte de Los ricos no piden permiso como Bernarda, la tía de los hermanos Villalba.
En 2018 interpreta a Gertrudis en "Hamlet" en el Centro Cultural de la Cooperación. La obra fue dirigida por Patricio Orozco y contó con la participación de Antonio Grimau, Patricio Contreras, Alberto Ajaka y gran eleneco. 
En 2021 condujo el documental Aire!, por la celebración de los 70 años de la televisión argentina.
La Legislatura de la Ciudad Autónoma de Buenos Aires la reconoció Personalidad Destacada en el ámbito de la Cultura en 2022.
En 2024 recibió el Premio Shakespeare otorgado por la Fundación Romeo y la Embajada Británica en Argentina.

## Filmografía
Directora
| Año  | Título          |
| ---- | --------------- |
| 2006 | El buen destino |

Guionista
| Año  | Título          |
| ---- | --------------- |
| 2006 | El buen destino |

Intérprete
| Año  | Título                                                    | Personaje       | Notas             |
| ---- | --------------------------------------------------------- | --------------- | ----------------- |
| 1963 | El ciclo                                                  | Mina            | Cortometraje      |
| 1970 | El Santo de la espada                                     | Carlota Savedra |                   |
| 1971 | Bajo el signo de la patria                                | Juana           |                   |
| 1974 | Contigo y aquí                                            | Alicia Bastián  |                   |
| 1974 | Proceso a la infamia                                      | Sofía           |                   |
| 1976 | El gordo de América                                       | Gladys          |                   |
| 1977 | Las locas                                                 | Carucha         |                   |
| 1978 | Con mi mujer no puedo                                     | Laura           |                   |
| 1978 | El fantástico mundo de la María Montiel                   | Mariela         |                   |
| 1979 | El poder de las tinieblas                                 | Nadeira         |                   |
| 1979 | De cara al cielo                                          | Verónica        |                   |
| 1980 | Rosa de lejos                                             | Rosa Ramos      |                   |
| 1981 | Labios rojos                                              | Ana / Clarissa  |                   |
| 1982 | Infierno esclavisado                                      | Zulema          |                   |
| 1984 | Atrapadas                                                 | Silvia Tessera  |                   |
| 1986 | Las lobas                                                 | Greta Ana Conde |                   |
| 1988 | El segundo intento                                        | Andrea          |                   |
| 1991 | Un lugar en el mundo                                      | Nelda           |                   |
| 1994 | Sol de atardecer                                          | Viviana         |                   |
| 1994 | En tus sueños                                             | Dolores         | Cortometraje      |
| 1996 | Lola Mora                                                 | Lola Mora       |                   |
| 1995 | Cuento para una niña                                      | Marga           | Cortometraje      |
| 1998 | Secretos compartidos                                      | Raquel          |                   |
| 2001 | Time's up!                                                | Rebeca Kaplan   | Película Española |
| 2004 | Próxima salida                                            | Doctora         |                   |
| 2014 | Amapola                                                   | Clara           |                   |
| 2017 | Libro de la Memoria: Homenaje a las víctimas del atentado | Narradora       | Cortometraje      |

## Televisión
| Año       | Título                       | Personaje                              |
| --------- | ---------------------------- | -------------------------------------- |
| 1958      | Una cancion en el bar        | Moza #1                                |
| 1959      | Flores de fango              | Susu                                   |
| 1960      | Doctores y Doctoras          | Cleo                                   |
| 1961      | Quinciañeras                 | Leonora Esquivel                       |
| 1963      | Las vueltas en la vida       | Margarita                              |
| 1965      | Rebelion escolar             | Mónica Milano                          |
| 1966      | La chica del internado       | Josefina García                        |
| 1967      | Con sed de venganza          | Esmeralda Santos / Mariana Franco Diez |
| 1967      | Extraños caminos del amor    | Isabel de Guerra                       |
| 1968      | Un ángel en el fango         | Débora de la Huerta                    |
| 1969      | Historias de noche           | Sofía                                  |
| 1970      | Su comedia favorita          | Lulu                                   |
| 1970      | Esta noche... miedo          | María                                  |
| 1970      | El hombre que me negaron     | Verónica Mayenlo                       |
| 1970      | Teleatro de Alberto Migre    | Varios                                 |
| 1971      | Frente a la facultad         | Sol Cuccini                            |
| 1971      | Las dos                      | Carolina                               |
| 1971-1974 | Alta comedia                 | Varios                                 |
| 1972      | Un extraño en nuestras vidas | Noemí                                  |
| 1972-1973 | Rolando Rivas, taxista       | Matilde                                |
| 1974      | Mi hombre sin noche          | Mariana Portugal                       |
| 1974      | El mundo del espectáculo     | Julia                                  |
| 1974      | Vermouth de teatro Argentino | Varios                                 |
| 1974      | Humor a la italiana          | Varios                                 |
| 1974      | El gran Marrone              | Celina Abrahms                         |
| 1975      | Alguien por quien vivir      | Pilar Corvalan                         |
| 1976      | El embrujo                   | María de Reyna                         |
| 1977      | Vivir por amor               | Gabriela Casagrande                    |
| 1977      | Milagros de vivir            | Aura Velasco                           |
| 1978      | Una promesa para todos       | Patricia Cifuentes                     |
| 1979      | Los Hijos de López           | Leonor Lopez                           |
| 1980      | Rosa... de lejos             | Rosa Ramos                             |
| 1981      | Dios se lo pague             | Elenora Clovis / Nancy                 |
| 1982      | Angelina                     | Blanca de Piñeyro                      |
| 1982      | Cenizas y Diamantes          | Elena Caligaris de Flores              |
| 1983      | Profesión: señora            | Isabel                                 |
| 1983      | Lista negra                  | Sandra                                 |
| 1984      | Bárbara Narváez              | Barbara Narvaez                        |
| 1985      | Mediomundo                   | Leonor                                 |
| 1985      | Bandida de corazon           | Magdalena Celso                        |
| 1986      | Inocente Maria               | Rebeca Linares Pujol                   |
| 1988      | Hombres de ley               | Natalia Lorca                          |
| 1989      | Brigada Central              | Maru                                   |
| 1990      | Di Maggio                    | Liz                                    |
| 1991      | Atreverse                    | Varios                                 |
| 1992      | Luces y sombras              | Malvina                                |
| 1994      | Mirada de Mujer              | Camila Alanis                          |
| 1996-1997 | Como pan caliente            | Claudia                                |
| 1998      | Ricos y famosos              | Raquel Falconi                         |
| 1999      | Mi ex                        | Silvia                                 |
| 2002      | Tiempo final                 | Antonia "Ep: El gourmet"               |
| 2004      | Padre coraje                 | Amanda Pastorino vda de Jauregui       |
| 2004      | Piel naranja... años después | Selena Santamarina                     |
| 2005      | Hombres de honor             | Alberta Natale de Onoratto             |
| 2009      | Rosa, Violeta y Celeste      | Violeta                                |
| 2011-2012 | Herederos de una venganza    | Regina Piave                           |
| 2016      | Los ricos no piden permiso   | Bernarda Cerviño                       |
| 2016-2017 | Estocolmo                    | Isabel Santa Cruz                      |
| 2019      | El host                      | Berenice Reill                         |
| 2024      | Privier                      | Narradora                              |

## Discografía
- Protagonista de:... Rosa de lejos (1980) - SOL RÉCORDS
- Leonor Benedetto (1981) - TONODISC

## Premios y nominaciones
| Año  | Premio               | Categoría                     | Programa                                                             | Resultado |
| ---- | -------------------- | ----------------------------- | -------------------------------------------------------------------- | --------- |
| 2011 | Premio Martín Fierro | Actriz de Reparto             | Herederos de una venganza                                            | Nominada  |
| 2004 | Premio Martín Fierro | Actriz Protagonista de Novela | Padre Coraje                                                         | Nominada  |
| 2004 | Premio Clarín        | Actriz de TV                  | Padre Coraje                                                         | Nominada  |
| 2024 | Premio Shakespeare   | Premio a la trayectoria       | Otorgado por la Fundación Romeo y la Embajada Británica en Argentina | Ganadora  |